# Stonožkovci
Stonožkovci (Myriapoda) jsou jeden z podkmenů členovců. Mají dlouhé převážně stejnoměrně článkované tělo kryté krunýřem. Vidí složenýma očima a dýchají vzdušnicemi. Dělí se na dvě hlavní skupiny, stonožky a mnohonožky.

## Podskupiny
Stonožky (Chilopoda) mají zploštělé tělo, každý článek nese obvykle jeden pár končetin. Samečci mají vlečné nohy. První pár končetin se přeměnil na čelistní nožky (maxillipedy) s jedovou žlázou. Pohybují se rychle. Žijí ve vlhkém prostředí. Aktivní jsou převážně v noci. Jsou dravé, živí se hlísticemi, chvostoskoky, mšicemi, pavoukovci, žížalami, larvami a dospělci hmyzu a také jinými stonožkami. 
Př.: stonožka škvorová, strašník dalmatský, zemivka žlutavá.

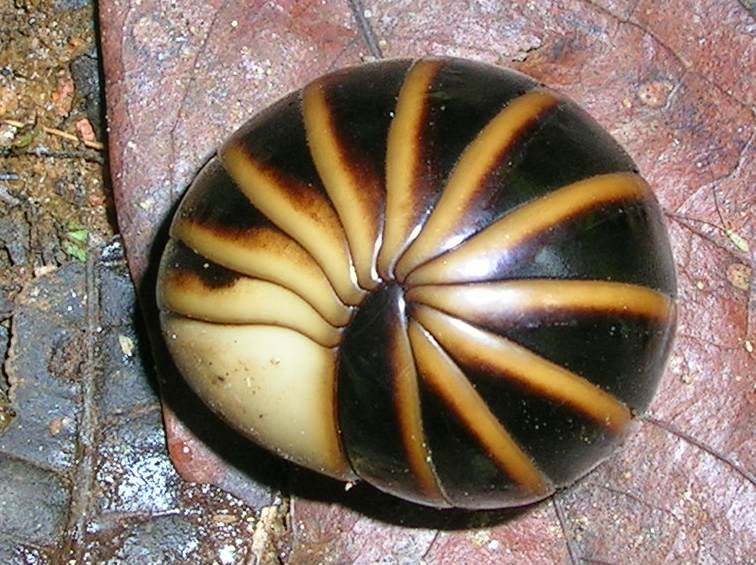
Svinule vroubená svinutá v kuličku

Mnohonožky (Diplopoda) mají válcovité tělo, na bocích někdy s pachovými žlázami k odstrašení nepřítele. Pohybují se pomalým vlnivým způsobem. Na každém článku jsou obvykle dva páry končetin, protože v průběhu vývoje srostly dva články v jeden. V sebeobraně se mohou svinout v kuličku. Jsou významnými saprofágy. Živí se tlejícími rostlinami, řasami, některé i živými rostlinnými pletivy (jsou býložravé), některé jsou dravé, živí se např. bakteriemi a drobnými členovci. 
Př.: svinule vroubená, svinule lesní, chlupule podkorní, mnohonožka zemní, mnohonožka lesní.
Stonoženky (Symphyla) mají tělo dlouhé do cca 1 mm, počet párů nohou je 10 až 12 (u larev 6), mají nečlánkované přívěsky na konci těla se snovací žlázou, nemají oči. Známo cca 210 druhů.
Př.: stonoženka bílá
Drobnušky (Pauropoda) mají tělo dlouhé do 2 mm, počet párů nohou (9 až 10) je vyšší než počet hřbetních štítků (tergitů), tykadla jsou dvojnásobně větvená. Sají na houbových vláknech. Známo přes 800 druhů.
Př.: drobnuška bledá

### Fylogenetické vztahy
Vzájemné příbuzenské vztahy jednotlivých recentních skupin nejsou dosud (rok 2024) jednoznačně vyřešené. Podle studií z r. 2024 je lze zobrazit následujícím fylogenetickým stromem (navíc zobrazena i vyhynulá linie arthropleuridů):

| Chilopoda         | stonožky |
|                   | stonožky |
|                   | \| Diplopoda \| mnohonožky \| \| \| mnohonožky \| \| † Arthropleuridea \| † Arthropleura \| \| \| † Arthropleura \| |
|                   | |
| Diplopoda         | mnohonožky |
|                   | mnohonožky |
| † Arthropleuridea | † Arthropleura |
|                   | † Arthropleura |

| Diplopoda         | mnohonožky     |
|                   | mnohonožky     |
| † Arthropleuridea | † Arthropleura |
|                   | † Arthropleura |

| Pauropoda | drobnušky  |
|           | drobnušky  |
| Symphyla  | stonoženky |
|           | stonoženky |

| Chilopoda         | stonožky |
|                   | stonožky |
|                   | \| Diplopoda \| mnohonožky \| \| \| mnohonožky \| \| † Arthropleuridea \| † Arthropleura \| \| \| † Arthropleura \| |
|                   | |
| Diplopoda         | mnohonožky |
|                   | mnohonožky |
| † Arthropleuridea | † Arthropleura |
|                   | † Arthropleura |

| Diplopoda         | mnohonožky     |
|                   | mnohonožky     |
| † Arthropleuridea | † Arthropleura |
|                   | † Arthropleura |

| Pauropoda | drobnušky  |
|           | drobnušky  |
| Symphyla  | stonoženky |
|           | stonoženky |

| Chilopoda         | stonožky |
|                   | stonožky |
|                   | \| Diplopoda \| mnohonožky \| \| \| mnohonožky \| \| † Arthropleuridea \| † Arthropleura \| \| \| † Arthropleura \| |
|                   | |
| Diplopoda         | mnohonožky |
|                   | mnohonožky |
| † Arthropleuridea | † Arthropleura |
|                   | † Arthropleura |

| Diplopoda         | mnohonožky     |
|                   | mnohonožky     |
| † Arthropleuridea | † Arthropleura |
|                   | † Arthropleura |

| Pauropoda | drobnušky  |
|           | drobnušky  |
| Symphyla  | stonoženky |
|           | stonoženky |

| Chilopoda         | stonožky |
|                   | stonožky |
|                   | \| Diplopoda \| mnohonožky \| \| \| mnohonožky \| \| † Arthropleuridea \| † Arthropleura \| \| \| † Arthropleura \| |
|                   | |
| Diplopoda         | mnohonožky |
|                   | mnohonožky |
| † Arthropleuridea | † Arthropleura |
|                   | † Arthropleura |

| Diplopoda         | mnohonožky     |
|                   | mnohonožky     |
| † Arthropleuridea | † Arthropleura |
|                   | † Arthropleura |

| Pauropoda | drobnušky  |
|           | drobnušky  |
| Symphyla  | stonoženky |
|           | stonoženky |

Vedle hypotézy přirozených seskupení (kladů) Pectinopoda, zahrnujícího mnohonožky a stonožky, a Edafopoda, zahrnujícího drobnušky a stonoženky, jsou citovány i variantní hypotézy přirozených seskupení (kladů):
- Dignatha (též Collifera), zahrnujícího mnohonožky a drobnušky, a Trignatha (Atelopoda), zahrnující stonožky a stonoženky
- Progoneata, zahrnující stonoženky, mnohonožky a drobnušky, a k němu sesterská linie stonožek.

## Rekordní rozměry
Největší známý exemplář těchto živočichů, zachovaný jako série fosilních stop prvohorního rodu Arthropleura, patřil asi 2,63 metru dlouhému jedinci o hmotnosti kolem 50 kilogramů. Fylogeneticky se řadí do sousedství nebo mezi bazální linie mnohonožek (viz kladogram v oddílu Fylogenetické vztahy).